# Vincenzo Miceli (giurista)
Vincenzo Miceli (San Fili, 1858 – Roma, 1932) è stato un giurista italiano professore di diritto costituzionale presso l'università di Perugia e di filosofia del diritto presso quelle Palermo e Pisa, autore di numerosi saggi e volumi.

## Opere
- Saggio di una nuova teoria della sovranità
- Filosofia del diritto internazionale
- La corona
- Le fonti del diritto
- La norma giuridica
- Lezioni di filosofia del diritto
- Principî di diritto costituzionale
- Principî di filosofia del diritto
- Il principio della proprietà nella filosofia del diritto